# 陳楨怡
陳楨怡（英語：Celina Harto，1996年12月6日—) ，香港女藝人，《2020年度香港小姐競選》亞軍，現為無綫電視經理人合約藝員。

## 簡歷
陳楨怡早年曾就讀於聖嘉勒女書院，及後前往英國Bromsgrove School修讀高中並完成英國A-Level，入讀倫敦大學學院巴特利特建築環境學院，並於2019年完成學士課程畢業回港。
陳楨怡於2020年參加該年度的《香港小姐競選》，並於入選後辭任實習室內設計師的工作。晉級最後十強，最後在同年8月30日決賽中奪得亞軍，她在才藝表演環節表演彈竪琴，2020年9月初則加入無綫電視成為經理人合約藝員。
2023年，陳楨怡參演無綫電視台慶劇《新聞女王》，飾演聶莎莎一角。2024年，陳楨怡參演劇集《狀王之王》，飾演一位精通針灸及催眠術的仵作（法醫）念姍姍一角，令其知名度提升。

### 爭議
2022年2月14日，自稱陳楨怡男友的藝人周子揚在個人IG貼出長文，指陳楨怡私生活混亂，包含他在內至少與七人長期交往，包含無綫藝人許俊豪、黃俊豪、林正峰、一位韓國來港工作的男模特兒、藝人馮盈盈的女性助手以及原本外界已知的圈外男友Andy。隔日，陳楨怡在個人IG發文道歉，並暗示將分手。同月17日周子揚再次發文指雙方已經分手，但是稱陳楨怡仍持續劈腿行為。

## 演出作品

### 電視劇
| 首播       | 劇名              | 角色                               |
| 無綫電視   |                   |                                    |
| 2021年至今 | 愛·回家之開心速遞 | 模特兒（第1407集）Elsa（第1922集） |
| 2023年     | 新聞女王          | 聶莎莎                             |
| 2024年     | 狀王之王          | 念姍姍                             |
| 2024年     | 巾幗梟雄之懸崖    | 寧俐                               |
| 拍攝中     | 模仿人生          |                                    |
| 邵氏兄弟   |                   |                                    |
| 2023年     | 廉政狙擊          | 莊慕雪                             |
| 2025年     | 無相之城          |                                    |
| 網絡劇     |                   |                                    |
| 2023年     | 戀戀紅塵          | 高清音                             |
| 2025年     | 漫影寻踪          | 米雪儿                             |

### 電影
| 首映   | 電影名   | 角色 |
| 2025年 | 臨時決鬥 | Zoe  |

### 網上直播節目
| 首播     | 節目名                                         | 備註   |
| 無綫電視 |                                                |        |
| 2020年   | 2020香港小姐競選 — 第一輪網上面試              | 參賽者 |
| 2020年   | 2020香港小姐競選 — 港姐現真身面試              | 參賽者 |
| 2020年   | 2020香港小姐競選 — 第二輪面試                  | 參賽者 |
| 2020年   | 2020香港小姐競選 — 公布18強入圍名單            | 參賽者 |
| 2020年   | 《STAY HOME·見營養師》                         | 參賽者 |
| 2020年   | 《Queen of Posing》                            | 參賽者 |
| 2020年   | 2020香港小姐競選 — 公布海外入圍佳麗            | 參賽者 |
| 2020年   | 《我和港姐有個約會》                           | 參賽者 |
| 2020年   | 2020香港小姐競選 — 公布15強入圍名單            | 參賽者 |
| 2020年   | 2020香港小姐競選 — 公布12強入圍名單            | 參賽者 |
| 2020年   | 《決賽佳麗誕生》                               | 參賽者 |
| 2020年   | 《2020香港小姐競選 × 莎莎頒獎典禮》            | 參賽者 |
| 2020年   | 《「中國移動香港5G 360度最奪目小姐」頒獎典禮》 | 參賽者 |

### 綜藝節目
| 首播     | 節目名                 | 備註            |
| 無綫電視 |                        |                 |
| 2020年   | 2020香港小姐競選決賽   | 參賽者          |
| 2020年   | big big shop中秋感謝祭 | 固定演出        |
| 2020年   | 星光熠熠耀保良         |                 |
| 2020年   | 娛樂大家               | 第四輯第8集嘉賓 |
| 2020年   | 善心滿載仁愛堂         | 固定演出        |
| 2020年   | 萬千星輝賀台慶         | 固定演出        |
| 2020年   | 歡樂滿東華             | 固定演出        |
| 2021年   | 一屋後生仔             | 第59集嘉賓      |
| 2021年   | 慈善星輝仁濟夜         |                 |
| 2021年   | 大整蠱                 | 第1集嘉賓       |
| 2021年   | 安樂蝸                 | 第536集嘉賓     |
| 2021年   | 開心大綜藝             | 第6、7集嘉賓    |

### 主持節目
| 首播     | 節目名          | 備註                     |
| 無綫電視 |                 |                          |
| 2020年   | TVB節目巡禮2021 | 與郭柏姸及謝嘉怡一同主持 |
| 2021年   | Think Big 天地  | 與梁敏巧及陳若思一同主持 |
| 2021年   | 萬眾同心公益金  | 與鄭裕玲及汪明荃一同主持 |
| 2024年   | 玩盡澳門無限Fun | 與何沛珈及林正峰一同主持 |

## 曾獲獎項與提名
| 年份   | 頒獎單位             | 獎項                     | 作品                       | 結果     |
| 2020年 | 2020年度香港小姐競選 | 亞軍                     | 不適用                     | 獲獎     |
| 2020年 | 2020年度香港小姐競選 | 眼部快速化妝比賽冠軍組別 | 不適用                     | 獲獎     |
| 2023年 | 萬千星輝頒獎典禮2023 | 最佳女配角               | 《廉政狙擊》莊慕雪         | 提名     |
| 2023年 | 萬千星輝頒獎典禮2023 | 飛躍進步女藝員           | 《廉政狙擊》、《新聞女王》 | 最後十强 |

## 外部連結
- 陳楨怡的Instagram帳戶
- 陳楨怡的新浪微博

| 前任： 王菲 | 香港小姐競選亞軍 2020年 | 繼任： 梁凱晴 |